# Пилявківська сільська рада
Пиля́вківська сільська́ ра́да — адміністративно-територіальна одиниця та орган місцевого самоврядування у Старосинявському районі Хмельницької області. Адміністративний центр — село Пилявка.

## Загальні відомості
Пилявківська сільська рада утворена в 1929 році.
- Територія ради: 27,37 км²
- Населення ради: 748 осіб (станом на 2001 рік)
- Територією ради протікає річка Іква

## Населені пункти
Сільській раді підпорядковані населені пункти:
- с. Пилявка
- с. Карпівці

## Склад ради
Рада складається з 12 депутатів та голови.
- Голова ради: Котик Віра Юріївна
- Секретар ради: Панчук Ніна Степанівна

### Керівний склад попередніх скликань
| Прізвище, ім'я, по батькові | Основні відомості                                                 | Дата обрання | Дата звільнення |
| --------------------------- | ----------------------------------------------------------------- | ------------ | --------------- |
| Котик Віра Юріївна          | Сільський голова, 1964 року народження, освіта вища, позапартійна | 26.03.2006   | 31.10.2010      |
| Котик Віра Юріївна          | Сільський голова, 1964 року народження, освіта вища, позапартійна | 31.10.2010   |                 |

Примітка: таблиця складена за даними сайту Верховної Ради України

### Депутати
За результатами місцевих виборів 2010 року депутатами ради стали:

#### За суб'єктами висування
| Суб'єкт висування | Кількість обраних депутатів | %    |
| ----------------- | --------------------------- | ---- |
| Народна партія    | 4                           | 33,3 |
| Партія регіонів   | 4                           | 33,3 |
| Самовисування     | 4                           | 33,3 |

#### За округами
| № округу        | Прізвище, ім'я, по батькові | Дата визнання обраним | Освіта             | Партійна приналежність                        | Відомості про обраного депутата                    |
| --------------- | --------------------------- | --------------------- | ------------------ | --------------------------------------------- | -------------------------------------------------- |
| Народна Партія  |                             |                       |                    |                                               |                                                    |
| 2               | Середа Галина Денисівна     | 03.11.2010            | середня спеціальна | член Народної партії                          | Пилявківська загальноосвітня школа, вчитель        |
| 3               | Грінчак Григорій Іванович   | 03.11.2010            | середня спеціальна | член Народної партії                          | Пилявківська загальноосвітня школа, оператор       |
| 7               | Гранчак Світлана Миколаївна | 03.11.2010            | середня спеціальна | член Народної партії                          | Пилявківська загальноосвітня школа, вчитель        |
| 8               | Панчук Ніна Степанівна      | 03.11.2010            | середня спеціальна | член Народної партії                          | Пилявківська Сільська рада, бухгалтер              |
| Партія регіонів |                             |                       |                    |                                               |                                                    |
| 1               | Котик Іван Йосипович        | 03.11.2010            | вища               | член Партії регіонів                          | пенсіонер                                          |
| 4               | Дацюк Юлія Володимирівна    | 03.11.2010            | середня            | член Партії регіонів                          | Пилявківська загальноосвітня школа, тех. Працівник |
| 9               | Дрозд Віталій Миколайович   | 03.11.2010            | вища               | позапартійний                                 | АТ УПСК, директор                                  |
| 12              | Губар Надія Петрівна        | 03.11.2010            | середня            | позапартійна                                  | Стіомі Холдінг, продавець                          |
| Самовисування   |                             |                       |                    |                                               |                                                    |
| 5               | Павлушко Галина Василівна   | 03.11.2010            | середня спеціальна | член Всеукраїнського об'єднання «Батьківщина» | Пилявківська Сільська рада, секретар               |
| 6               | Мороз Іван Пилипович        | 03.11.2010            | середня спеціальна | член Всеукраїнського об'єднання «Батьківщина» | тимчасово не працює                                |
| 10              | Киндич Людмила Михайлівна   | 03.11.2010            | середня            | позапартійна                                  | фельдшерсько-акушерський пункт                     |
| 11              | Корягін Валерій Сергійович  | 03.11.2010            | середня            | позапартійний                                 | тимчасово не працює                                |